# Coudures
Coudures är en kommun i departementet Landes i regionen Nouvelle-Aquitaine i sydvästra Frankrike. Kommunen ligger i kantonen Saint-Sever som tillhör arrondissementet Mont-de-Marsan. År 2022 hade Coudures 558 invånare.

## Befolkningsutveckling
Antalet invånare i kommunen Coudures
Referens:INSEE